# Paracycling-Straßenweltmeisterschaften 2017
Die Paracycling-Straßenweltmeisterschaften 2017 (2017 UCI Para-Cycling Road World Championships) fanden zwischen dem 31. August und dem 3. September 2017 in Pietermaritzburg in Südafrika statt.
Es hatten rund 260 Sportlerinnen und Sportler aus 38 Nationen für die Wettbewerbe gemeldet. In den einzelnen Klassen wurden sowohl Einzelzeitfahren wie auch Straßenrennen ausgetragen, bei den Handbikern zusätzlich eine Staffel.
Den Weltmeisterschaften gingen drei Weltcup-Läufe in Italien, Belgien und den Niederlanden voraus, bei denen sich die Teams aus den Niederlanden, den Vereinigten Staaten und Deutschland als dominierend erwiesen hatten, gefolgt von der aus Italien mit den Erfolgen ihrer Handbiker. Auch das Gastgeberland war durch ein starkes Team vertreten, angeführt von dem Fahrer Pieter du Preez, der nicht nur als Radsportler, sondern auch als Leichtathlet erfolgreich ist.

## Zeitplan
| Datum                  | Disziplinen – Klassen                               |
| ---------------------- | --------------------------------------------------- |
| Donnerstag, 31. August | Zeitfahren – W T1–T2, M T1–T2, W H1–H5, M H1–H5     |
| Freitag, 1. September  | Zeitfahren – W C1–C5, M C1–5, W B, M B              |
| Samstag, 2. September  | Straßenrennen – W H1-H5, M H1–H5, W T1–T2, M T1–T2  |
| Sonntag, 3. September  | Straßenrennen – W C1-5, M C1-C5, M/W H1–5 (Staffel) |

## Resultate

### Zeitfahren Klasse B
| Frauen – WB (31 km) |                                       |              |            |
| #                   | Fahrerin/Pilotin                      | Nationalität | Zeit (min) |
|                     | Katie-George Dunlevy/ Eve McCrystal   | IRL          | 45:40,57   |
|                     | Lora Fachie/ Corrine Hall             | GBR          | + 00:05,45 |
|                     | Iwona Podkoscielna/ Aleksandra Teclaw | POL          | + 01:22,18 |

| Männer – MB (31 km) |                                  |              |            |
| #                   | Fahrer/Pilot                     | Nationalität | Zeit (min) |
|                     | Marcin Polak/ Michael Ladosz     | POL          | 39:17,24   |
|                     | Stephen Bate/ Adam Duggleby      | GBR          | + 00:03,69 |
|                     | Vincent ter Schure/ Timo Fransen | NED          | + 00:43,35 |

### Straßenrennen Klasse B
| Frauen – WB (77,5 km) |                                       |              |          |
| #                     | Fahrerin/Pilotin                      | Nationalität | Zeit     |
|                       | Katie-George Dunlevy/ Eve McCrystal   | IRL          | 2:05:54  |
|                       | Iwona Podkoscielna/ Aleksandra Teclaw | POL          | gl. Zeit |
|                       | Eleni Kalatzi/ Argyro Milaki          | GRE          | gl. Zeit |

| Männer – MB (108,5 km) |                              |              |          |
| #                      | Fahrer/Pilot                 | Nationalität | Zeit     |
|                        | Nelson Serna/ Marlon Pérez   | COL          | 2:29:45  |
|                        | Tristan Bangma/ Patrick Bos  | NLD          | 2:30:12  |
|                        | Marcin Polak/ Michael Ladosz | POL          | gl. Zeit |

### Zeitfahren Klasse C
| #             | Fahrerin                        | Nationalität | Zeit (min) |
| ------------- | ------------------------------- | ------------ | ---------- |
| WC2 (15,5 km) |                                 |              |            |
|               | Daniela Carolina Munevar Florez | COL          | 27:57,61   |
|               | Alyda Norbruis                  | NED          | + 00:31,32 |
|               | Allison Jones                   | USA          | + 00;32,25 |
| WC3 (15,5 km) |                                 |              |            |
|               | Keiko Noguchi                   | JPN          | 26:17:23   |
|               | Anna Beck                       | SWE          | + 00:02,96 |
|               | Denise Schindler                | GER          | + 00:07,66 |
| WC4 (23,3 km) |                                 |              |            |
|               | Shawn Morelli                   | USA          | 36:48:39   |
|               | Raphaela Eggert                 | GER          | + 03:15,13 |
|               | Meg Lemon                       | AUS          | + 03:23,67 |
| WC5 (23,3 km) |                                 |              |            |
|               | Anna Harkowska                  | POL          | 36:39,63   |
|               | Samantha Bosco                  | USA          | + 00:10,34 |
|               | Kerstin Brachtendorf            | GER          | + 00;13,00 |

| #             | Fahrer                    | Nationalität | Zeit (min) |
| ------------- | ------------------------- | ------------ | ---------- |
| MC1 (23,3 km) |                           |              |            |
|               | Michael Teuber            | GER          | 35:29,66   |
|               | Ross Wilson               | CAN          | + 00:28,21 |
|               | William Lister            | USA          | + 01:32,65 |
| MC2 (23,3 km) |                           |              |            |
|               | Tristen Chernove          | CAN          | 35:32,72   |
|               | Darren Hicks              | AUS          | + 00:16,44 |
|               | Israel Hilario Rimas      | CHI          | + 00:18,24 |
| MC3 (23,3 km) |                           |              |            |
|               | Michael Sametz            | CAN          | 32:48,92   |
|               | Benjamin Watson           | GBR          | + 00:37,19 |
|               | Esneider Munoz Marin      | COL          | + 01:29,27 |
| MC4 (31 km)   |                           |              |            |
|               | Jozef Metelka             | SVK          | 42:11,02   |
|               | Kyle Bridgwood            | AUS          | + 00:12,06 |
|               | Diego Germán Dueñas Gómez | COL          | + 01:35,42 |
| MC5 (31 km)   |                           |              |            |
|               | Daniel Abraham Gebru      | NED          | 41:07,98   |
|               | Jehor Dementjew           | UKR          | + 00:09,25 |
|               | Lauro Cesar Chaman        | BRA          | + 00:36,25 |

### Straßenrennen Klasse C
| #                      | Fahrerin                        | Nationalität | Zeit (h) |
| ---------------------- | ------------------------------- | ------------ | -------- |
| Frauen – WC2 (48,6 km) |                                 |              |          |
|                        | Allison Jones                   | USA          | 1:30:44  |
|                        | Daniela Carolina Munevar Florez | COL          | 1:30:47  |
|                        | Alyda Norbruis                  | NED          | 1:36:07  |
| Frauen – WC3 (48,6 km) |                                 |              |          |
|                        | Anna Beck                       | SWE          | 1:31:33  |
|                        | Denise Schindler                | GER          | gl. Zeit |
|                        | Keiko Noguchi                   | JPN          | gl. Zeit |
| Frauen – WC4 (60,8 km) |                                 |              |          |
|                        | Shawn Morelli                   | USA          | 1:42:15  |
|                        | Jenny Narcisi                   | ITA          | 1:45:49  |
|                        | Meg Lemon                       | AUS          | 1:46:36  |
| Frauen – WC5 (62 km)   |                                 |              |          |
|                        | Kerstin Brachtendorf            | GER          | 1:41:58  |
|                        | Mariela Analia Delgado          | ARG          | gl. Zeit |
|                        | Crystal Lane-Wright             | GBR          | gl. Zeit |

| #                      | Fahrer              | Nationalität | Zeit      |
| ---------------------- | ------------------- | ------------ | --------- |
| Männer – MC1 (67 km)   |                     |              |           |
|                        | Pierre Senska       | GER          | 1:34:37   |
|                        | Ricardo Ten Argilés | ESP          | gl. Zeit  |
|                        | Michael Teuber      | GER          | 1:34:40   |
| Männer – MC2 (60,7 km) |                     |              |           |
|                        | Tristen Chernove    | CAN          | 1:44,47 h |
|                        | Darren Hicks        | AUS          | gl. Zeit  |
|                        | François Lacroix    | FRA          | gl. Zeit  |
| Männer – MC3 (60,7 km) |                     |              |           |
|                        | Henrik Marvig       | SWE          | 1:33:46   |
|                        | Steffen Warias      | GER          | gl. Zeit  |
|                        | Fabio Anobile       | ITA          | gl. Zeit  |
| Männer – MC4 (85 km)   |                     |              |           |
|                        | Tobias Vetter       | GER          | 2:06:47   |
|                        | Kyle Bridgwood      | AUS          | gl. Zeit  |
|                        | Sergei Pudow        | RUS          | gl. Zeit  |
| Männer – MC5 (85 km)   |                     |              |           |
|                        | Lauro Cesar Chaman  | BRA          | 2:04:04   |
|                        | Wolfgang Eibeck     | AUT          | 2:06:16   |
|                        | Dorian Foulon       | FRA          | 2:06:45   |

### Zeitfahren Klasse T
| #                     | Fahrerin         | Nationalität | Zeit (min) |
| --------------------- | ---------------- | ------------ | ---------- |
| Frauen – T1 (15,5 km) |                  |              |            |
|                       | Shelley Gautier  | CAN          | 38:03,35   |
|                       | Julia Sibagatowa | RUS          | + 00:05,11 |
|                       | Toni Mould       | RSA          | + 28:35,46 |
| Frauen – T2 (15,5 km) |                  |              |            |
|                       | Carol Cooke      | AUS          | 33:03,98   |
|                       | Jill Walsh       | USA          | + 00:07,07 |
|                       | Jana Majunke     | GER          | + 01:10,87 |

| #                     | Fahrer            | Nationalität | Zeit (min) |
| --------------------- | ----------------- | ------------ | ---------- |
| Männer – T1 (15,5 km) |                   |              |            |
|                       | Sergei Semoschkin | RUS          | 35:45,68   |
|                       | Rickard Nilsson   | SWE          | + 02:23,96 |
|                       | Leonardo Melle    | ITA          | + 03:11,09 |
| Männer – T2 (15,5 km) |                   |              |            |
|                       | Hans-Peter Durst  | GER          | 27:41,14   |
|                       | Ryan Boyle        | USA          | + 00:16,03 |
|                       | Stephen Hills     | NZL          | + 01:39,94 |

### Straßenrennen Klasse T
| #                      | Fahrerin        | Nationalität | Zeit (min)  |
| ---------------------- | --------------- | ------------ | ----------- |
| Frauen – WT1 (24,3 km) |                 |              |             |
|                        | Shelley Gautier | CAN          | 1:01:41 (h) |
|                        | Toni Mould      | RSA          | - 1 Runde   |
| Frauen – WT2 (24,3 km) |                 |              |             |
|                        | Carol Cooke     | AUS          | 51:07       |
|                        | Jana Majunke    | GER          | 51:39       |
|                        | Jill Walsh      | USA          | 52:10       |

| #                      | Fahrer                 | Nationalität | Zeit (min)  |
| ---------------------- | ---------------------- | ------------ | ----------- |
| Männer – MT1 (30,4 km) |                        |              |             |
|                        | Sergei Semoschkin      | RUS          | 1:10:43 (h) |
|                        | Leonardo Melle         | ITA          | - 1 Runde   |
|                        | Rickard Nilsson        | SWE          | - 1 Runde   |
| Männer – MT2 (30,4 km) |                        |              |             |
|                        | Hans-Peter Durst       | GER          | 56:51       |
|                        | Stephen Hills          | NZL          | 56:53       |
|                        | Joan Reinoso Figuerola | ESP          | 57:02       |

### Zeitfahren Klasse H
| #                      | Fahrerin               | Nationalität | Zeit (min)     |
| ---------------------- | ---------------------- | ------------ | -------------- |
| Frauen – WH1 (15,5 km) |                        |              |                |
|                        | Emilie Miller          | AUS          | 1:47:32,51 (h) |
| Frauen – WH2 (15,5 km) |                        |              |                |
|                        | Carmen Koedood         | NLD          | 51:27,92       |
|                        | Ciara Staunton         | IRL          | + 18:56,44     |
| Frauen – WH3 (15,5 km) |                        |              |                |
|                        | Francesco Porcellato   | ITA          | 31:16,70       |
|                        | Renata Kaluza          | POL          | + 1:57,33      |
|                        | Anna Oroszova          | SVK          | + 2:35,68      |
| Frauen – WH4 (15,5 km) |                        |              |                |
|                        | Christiane Reppe       | GER          | 27:46,54       |
|                        | Sandra Graf            | SUI          | + 1:13,29      |
|                        | Swetlana Moschkowitsch | RUS          | + 1:14,39      |
| Frauen – WH5 (15,5 km) |                        |              |                |
|                        | Andrea Eskau           | GER          | 27:47,61       |
|                        | Laura de Vaan          | NED          | + 1:19,02      |
|                        | Jenette Jansen         | NED          | + 2:22,21      |

| #                      | Fahrer                  | Nationalität | Zeit (min) |
| ---------------------- | ----------------------- | ------------ | ---------- |
| Männer – MH1 (16,6 km) |                         |              |            |
|                        | Benjamin Früh           | SUI          | 45:14,14   |
|                        | Nicolas Pieter du Preez | RSA          | + 01:38,53 |
|                        | Benjamin Früh           | SUI          | + 05:25,28 |
| Männer – MH2 (16,6 km) |                         |              |            |
|                        | Luca Mazzone            | ITA          | 29:19,00   |
|                        | William Groulx          | USA          | + 00:06,63 |
|                        | Tobias Fankhauser       | SUI          | + 02:02,98 |
| Männer – MH3 (16,6 km) |                         |              |            |
|                        | Paolo Cecchotto         | ITA          | 39:30,59   |
|                        | Heinz Frei              | SUI          | + 00:25,38 |
|                        | Charles Moureau         | FRA          | + 00:52,39 |
| Männer – MH4 (16,6 km) |                         |              |            |
|                        | Jetze Plat              | NED          | 36:39,14   |
|                        | Rafał Wilk              | POL          | + 01:48,67 |
|                        | Krystian Giera          | POL          | + 02:25,38 |
| Männer – MH5 (16,6 km) |                         |              |            |
|                        | Alessandro Zanardi      | ITA          | 37:47,96   |
|                        | Tim de Vries            | NED          | + 00:02,63 |
|                        | Luis Costa              | POR          | + 00:47,51 |

### Straßenrennen Klasse H
| #                      | Fahrerin               | Nationalität | Zeit (h)  |
| ---------------------- | ---------------------- | ------------ | --------- |
| Frauen – WH1 (18,2 km) |                        |              |           |
|                        | Emilie Miller          | AUS          | 1:35:21   |
| Frauen – WH2 (36,4 km) |                        |              |           |
|                        | Carmen Koedood         | NLD          | 1:34:54   |
|                        | Ciara Staunton         | IRL          | - 1 Runde |
| Frauen – WH3 (42,5 km) |                        |              |           |
|                        | Francesca Porcellato   | ITA          | 1:24:16   |
|                        | Anna Oroszova          | SVK          | 1:29:37   |
|                        | Renata Kaluza          | POL          | 1:29:59   |
| Frauen – WH4 (42,5 km) |                        |              |           |
|                        | Christiane Reppe       | GER          | 1:29:16   |
|                        | Swetlana Moschkowitsch | RUS          | 1:29:18   |
|                        | Sandra Graf            | SUI          | 1:29:34   |
| Frauen – WH5 (49 km)   |                        |              |           |
|                        | Andrea Eskau           | GER          | 1:18:05   |
|                        | Laura de Vaan          | NLD          | 1:24:09   |
|                        | Jenette Jensen         | NLD          | 1:24:09   |

| #                      | Fahrer                  | Nationalität | Zeit (h) |
| ---------------------- | ----------------------- | ------------ | -------- |
| Männer – MH1 (30,4 km) |                         |              |          |
|                        | Nicolas Pieter Du Preez | RSA          | 1:22,20  |
|                        | Benjamin Früh           | SUI          | 1:23:14  |
|                        | Fabrizio Cornegliani    | ITA          | 1:26:55  |
| Männer – MH2 (42,5 km) |                         |              |          |
|                        | Luca Mazzone            | ITA          | 1:20:13  |
|                        | William Groulx          | USA          | 1:21:25  |
|                        | Sergio Garrote Muaoz    | ESP          | 1:24:18  |
| Männer – MH3 (60,7 km) |                         |              |          |
|                        | David Franek            | FRA          | 1:42:19  |
|                        | Paolo Cecchotto         | ITA          | 1:42:19  |
|                        | Heinz Frei              | SUI          | 1:42:22  |
| Männer – MH4 (60,7 km) |                         |              |          |
|                        | Jetze Plat              | NED          | 1:42:47  |
|                        | Rafał Wilk              | POL          | 1:42:49  |
|                        | Bernd Jeffré            | GER          | 1:46:00  |
| Männer – MH5 (60,7 km) |                         |              |          |
|                        | Tim de Vries            | NED          | 1:50:11  |
|                        | Alessandro Zanardi      | ITA          | 1:50:11  |
|                        | Johan Reekers           | NLD          | 1:50:11  |

### Handbiker Staffel
| Platz | Sportler                                          | Land | Zeit (min) |
| ----- | ------------------------------------------------- | ---- | ---------- |
|       | Paolo Cecchetto Luca Mazzone Alessandro Zanardi   | ITA  | 16:31      |
|       | Matthew Updike William Groulx Alfredo Delossantos | USA  | 16:37      |
|       | Bernd Jeffré Mariusz Frankowski Andrea Eskau      | GER  | 17:22      |

## Medaillenspiegel
| Platz | Land                   | Gold | Silber | Bronze | Gesamt |
| ----- | ---------------------- | ---- | ------ | ------ | ------ |
| 1     | Deutschland            | 10   | 5      | 6      | 21     |
| 2     | Italien                | 7    | 4      | 4      | 15     |
| 3     | Niederlande            | 6    | 5      | 5      | 16     |
| 4     | Kanada                 | 5    | 1      | 1      | 7      |
| 5     | Australien             | 4    | 4      | 2      | 10     |
| 6     | Vereinigte Staaten     | 3    | 6      | 3      | 12     |
| 7     | Polen                  | 2    | 4      | 4      | 10     |
| 8     | Russland               | 2    | 2      | 2      | 6      |
| 9     | Schweden               | 2    | 2      | 1      | 5      |
| 10    | Irland                 | 2    | 2      | 0      | 4      |
| 11    | Kolumbien              | 2    | 1      | 2      | 5      |
| 12    | Schweiz                | 1    | 3      | 2      | 6      |
| 13    | Südafrika              | 1    | 2      | 1      | 4      |
| 14    | Slowakei               | 1    | 1      | 1      | 3      |
| 15    | Frankreich             | 1    | 0      | 2      | 3      |
| 16    | Brasilien              | 1    | 0      | 1      | 2      |
| 16    | Japan                  | 1    | 0      | 1      | 2      |
| 18    | Vereinigtes Königreich | 0    | 3      | 1      | 4      |
| 19    | Spanien                | 0    | 1      | 3      | 4      |
| 20    | Neuseeland             | 0    | 1      | 1      | 2      |
| 21    | Argentinien            | 0    | 1      | 0      | 1      |
| 21    | Ukraine                | 0    | 1      | 0      | 1      |
| 23    | Finnland               | 0    | 0      | 0      | 1      |
| 23    | Peru                   | 0    | 0      | 0      | 1      |
| 23    | Portugal               | 0    | 0      | 1      | 1      |
| Total | Total                  | 51   | 49     | 46     | 146    |

## Aufgebote

### Bund Deutscher Radfahrer
- Kerstin Brachtendorf (WC5), Hans-Peter Durst (MT2), Raphaela Eggert (WC4), Andrea Eskau (WH5), Mariusz Frankowski (MH2), Bernd Jeffré (MH4), Jana Majunke (WT2), Vico Merklein (MH4), Christiane Reppe (WH4), Andreas Rudnicki (MC3), Thomas Schäfer (MC4), Denise Schindler (WC3), Matthias Schindler (MC3), Pierre Senska (MC1), Michael Teuber (MC1), Tobias Vetter (MC4), Steffen Warias (MC3), Erich Winkler (MC1)

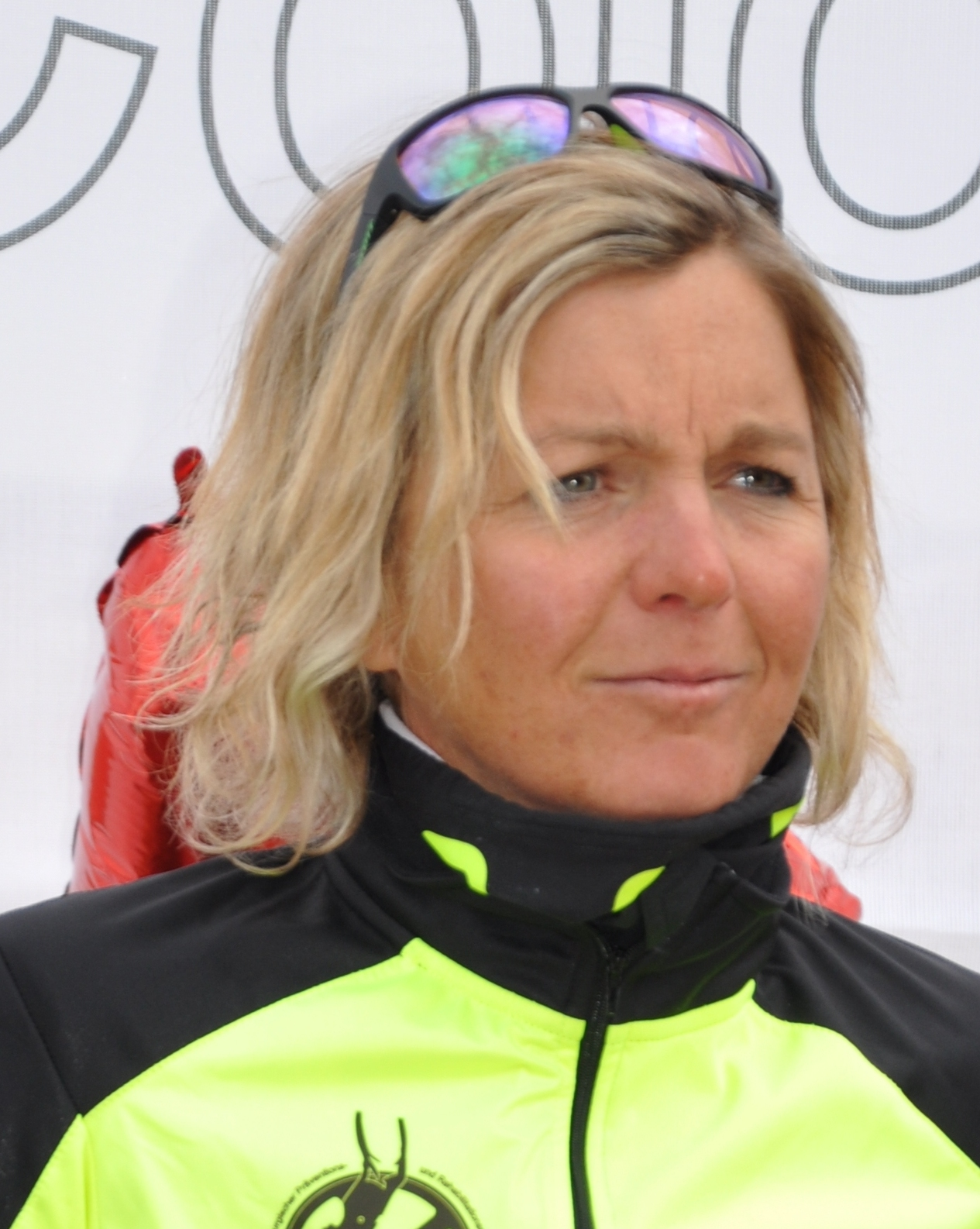
Kerstin Brachtendorf
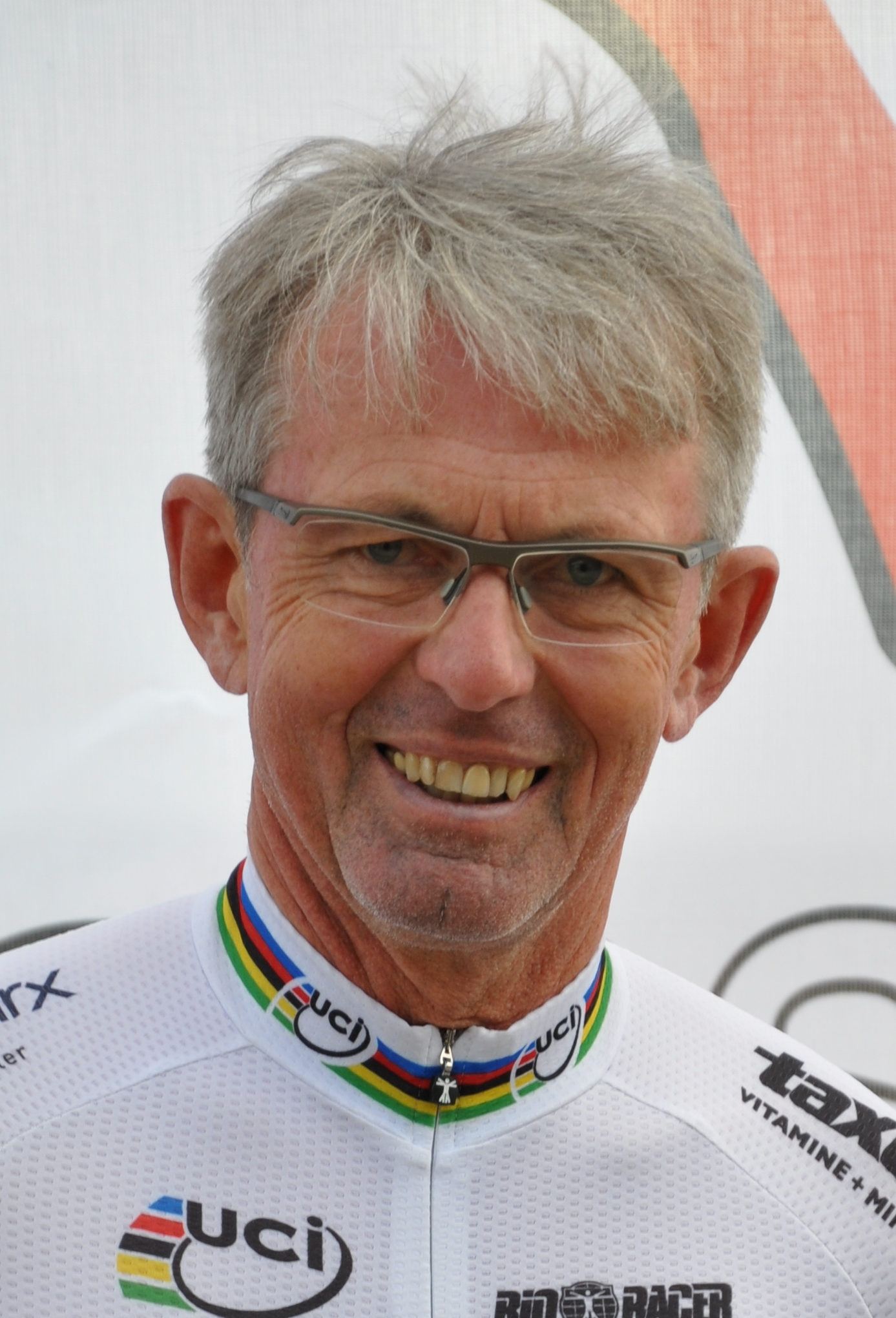
Hans-Peter Durst
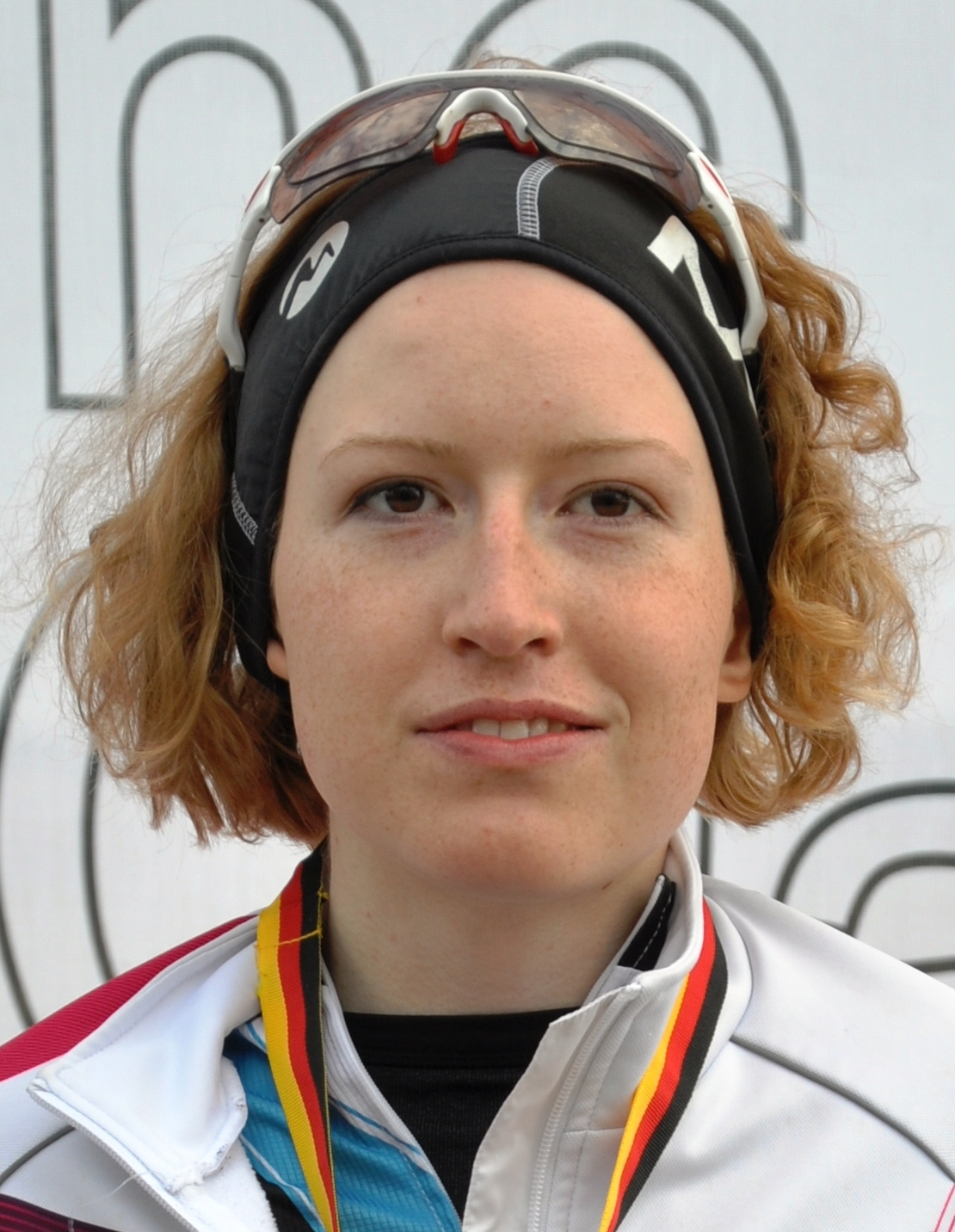
Raphaela Eggert
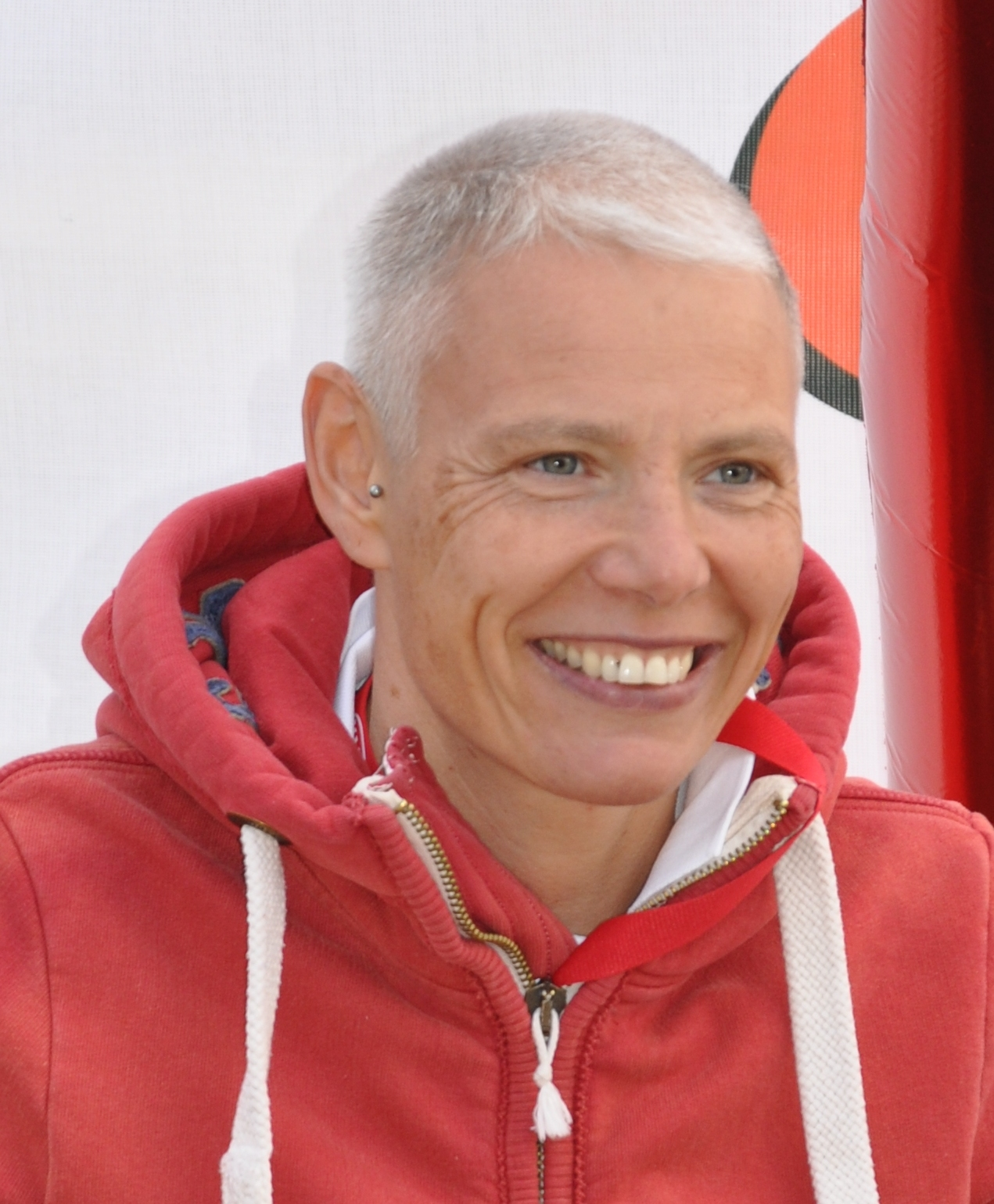
Andrea Eskau
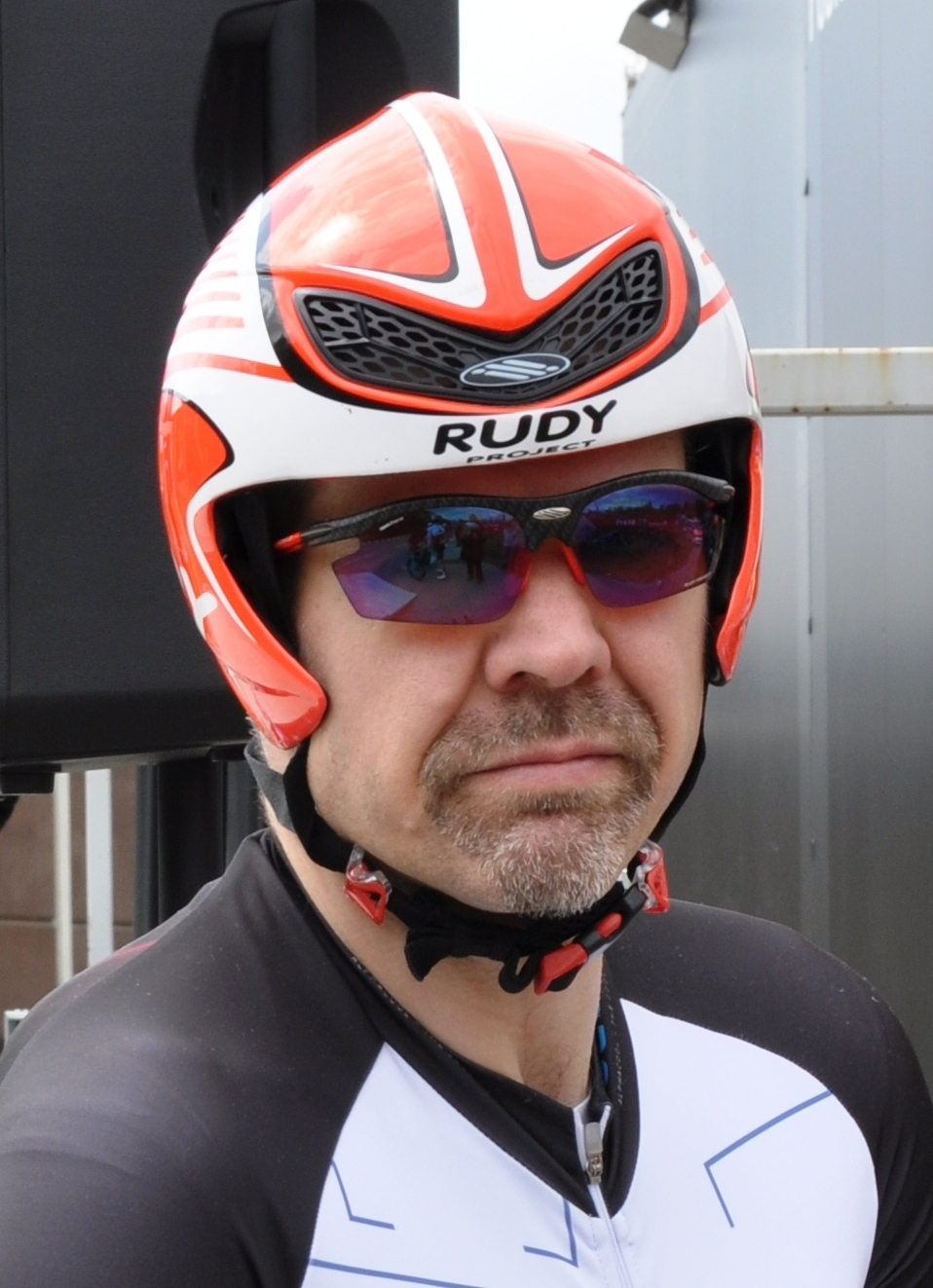
Andreas Rudnicki
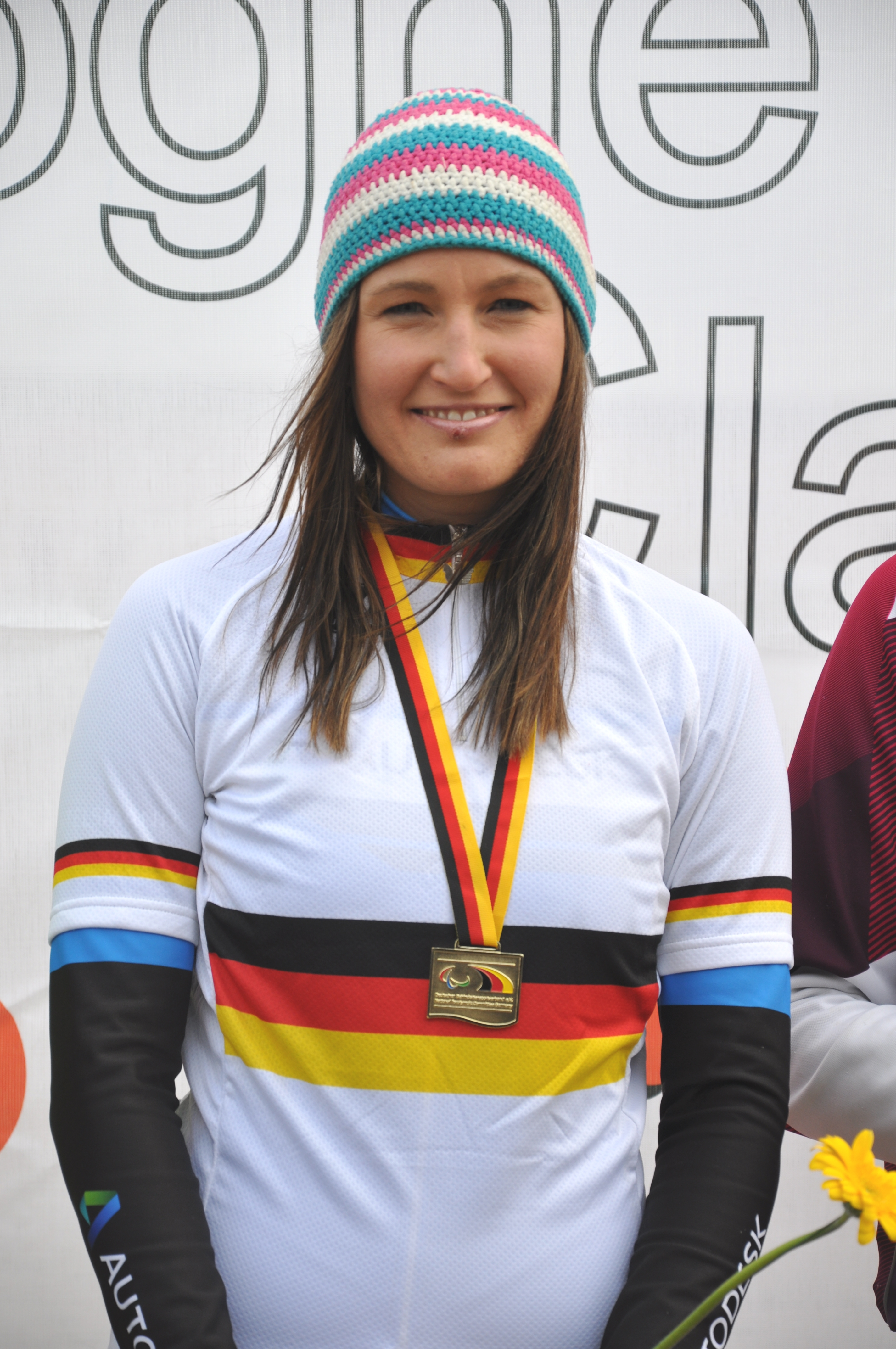
Denise Schindler
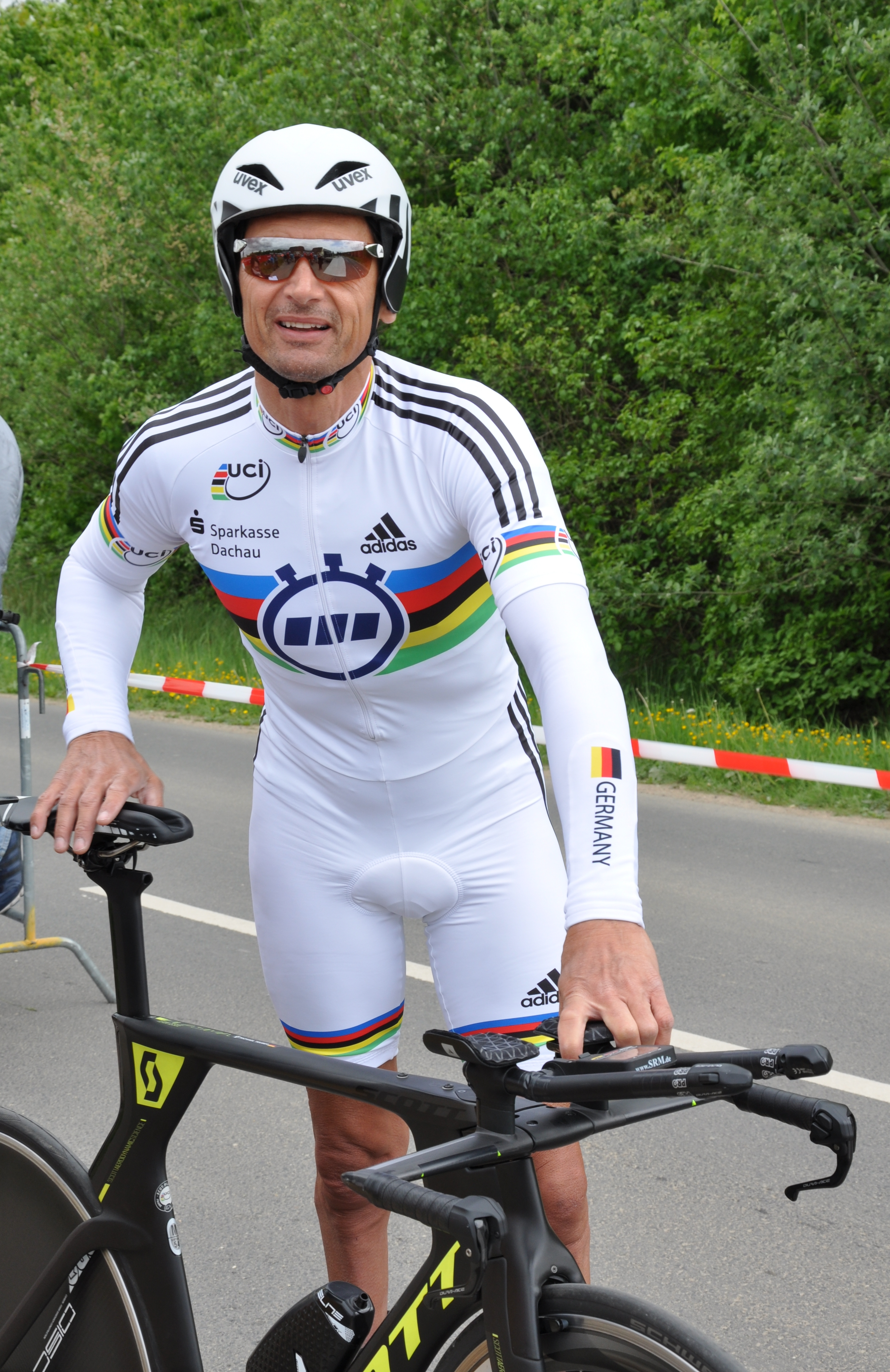
Michael Teuber

### Österreichischer Radsport-Verband
- Walter Ablinger (MH3), Wolfgang Eibeck (MC5), Alexander Gritsch (MH4), Wolfgang Schattauer (MH2), Andreas Zirkl (MC1)

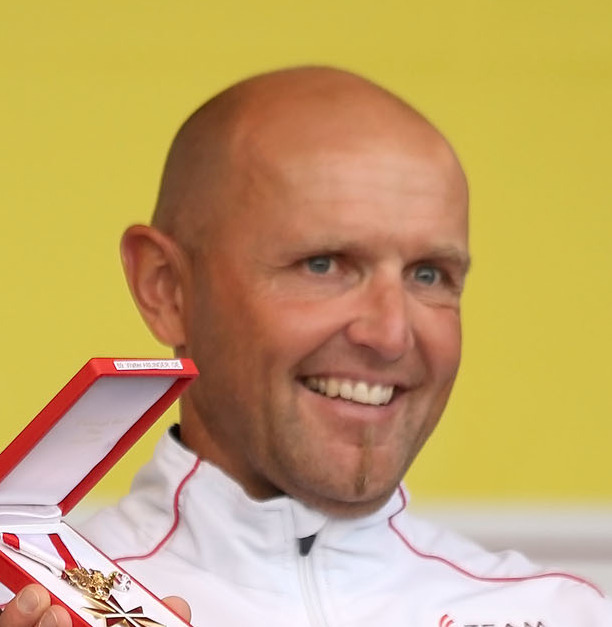
Walter Ablinger
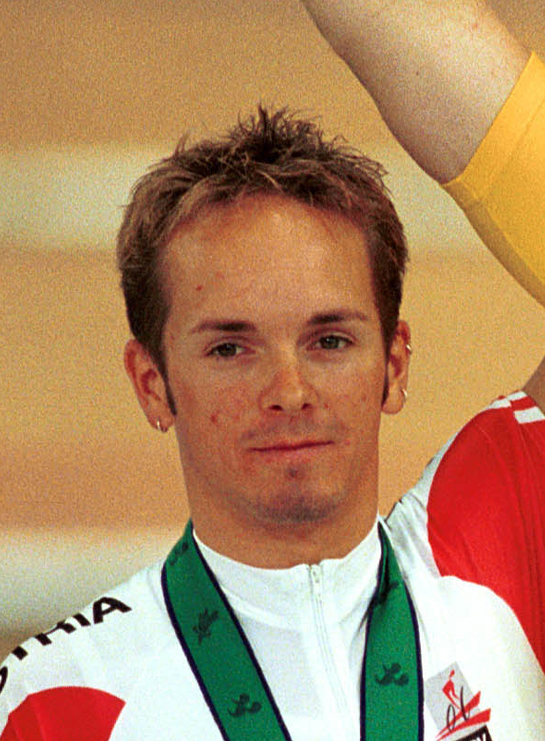
Wolfgang Eibeck
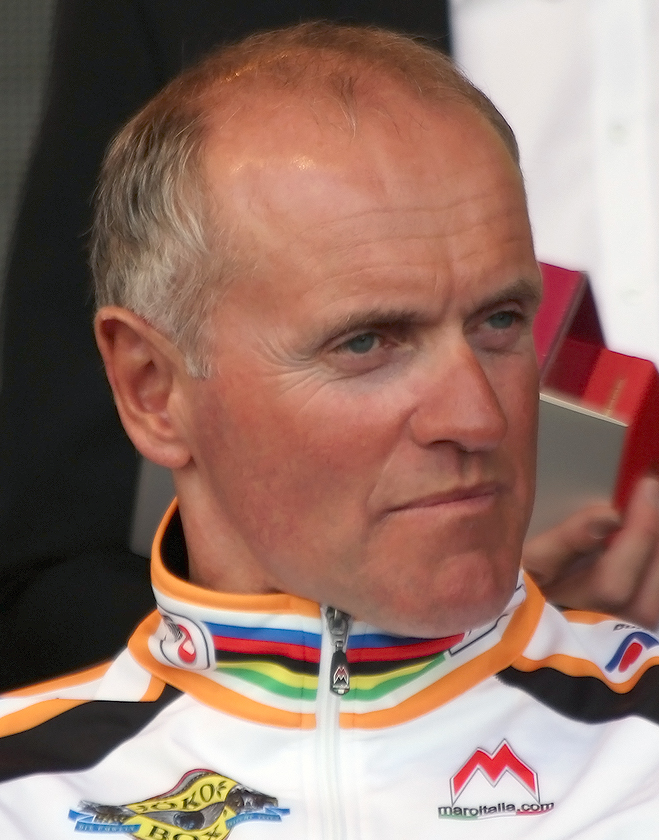
Wolfgang Schattauer
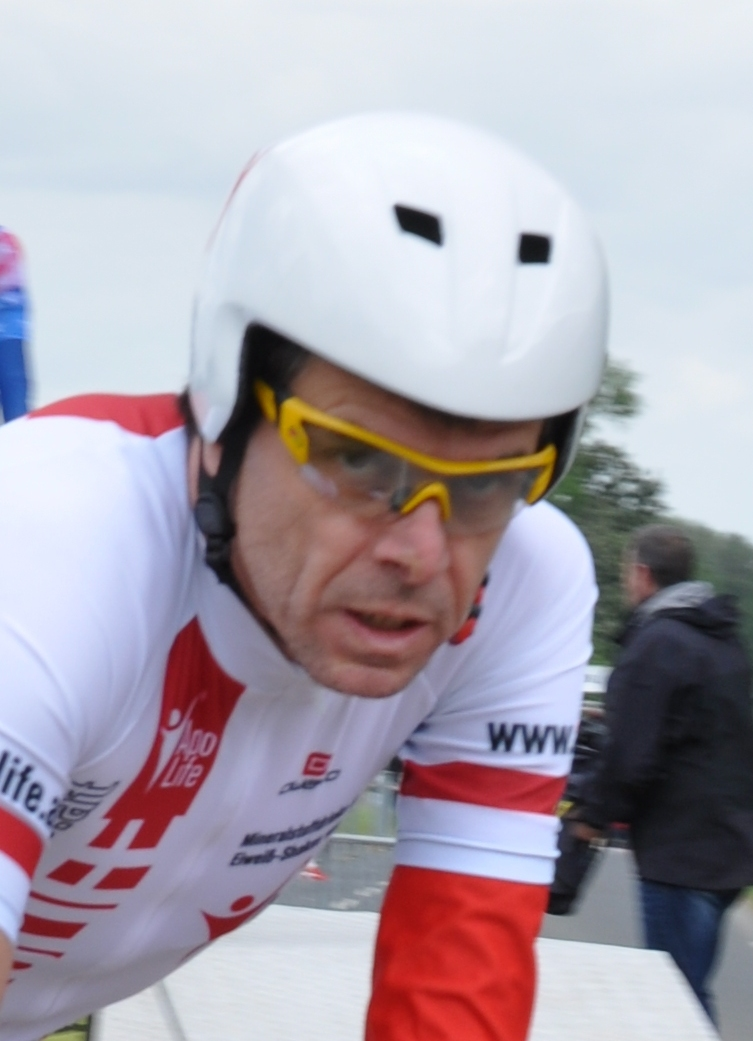
Andreas Zirkl

### Swiss Cycling
- Roger Bolliger (MC2), Tobias Fankhauser (MH2), Heinz Frei (MH3), Felix Frohofer (MH4), Benjamin Früh (MH1), Alain Tuor (MH1), Sandra Graf (WH4)

## Leistungsklassen
Die Leistungsklassen wiederum werden nach Disziplin unterschieden, wobei die höchste Beeinträchtigung mit der niedrigsten Ziffer bezeichnet wird:
- Cycling (Rennrad): C1 – C5
- Tandem für Sehbehinderte, die mit einem Piloten ohne Sehbehinderung fahren: B
- Handbike: H1 – H4
- Dreirad: T1 – T2

Bei Frauen und Männern wird jeweils ein „W“ beziehungsweise ein „M“ vor die Bezeichnung der Klassifikation gesetzt.